# Remoulins
Remoulins este o comună în departamentul Gard din sudul Franței. În 2009 avea o populație de 2.405 de locuitori.

## Evoluția populației
| An        | 1975  | 1982  | 1990  | 1999  | 2006  | 2009  |
| --------- | ----- | ----- | ----- | ----- | ----- | ----- |
| Populație | 1.898 | 1.845 | 1.771 | 1.996 | 2.296 | 2.405 |